# Peter Kiplagat Chebet

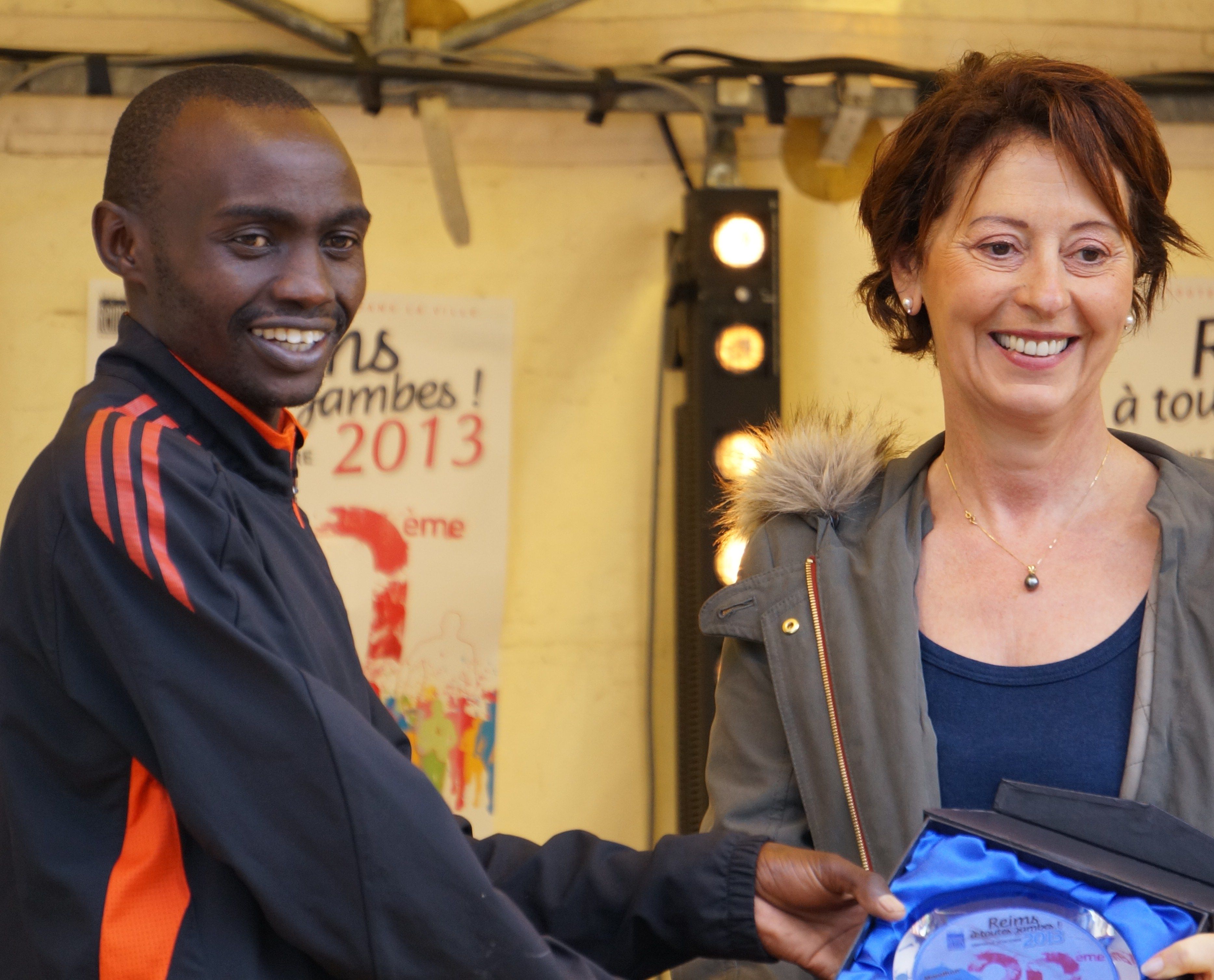
Peter Kiplagat Chebet (links), 2013

Peter Kiplagat Chebet (* 19. September 1982) ist ein kenianischer Langstreckenläufer.
2001 wurde er Siebter der Halbmarathon-Weltmeisterschaft in Bristol in seiner Bestzeit von 1:00:56. Im Jahr darauf gewann er den Berliner Halbmarathon.
Danach konzentrierte er sich auf den Marathonlauf. Obwohl er mittlerweile eine ganze Reihe vorderer Platzierungen bei bedeutenden Läufen vorzuweisen hat, war ihm im Gegensatz zu seinem älteren Bruder Joseph Chebet ein Sieg noch nicht vergönnt. Im Jahr darauf wurde er Zweiter beim Berlin-Marathon, 2006 dann Fünfter beim Frankfurt-Marathon.